# Lena Philipsson
Lena Philipsson (vero nome Maria Magdalena Filipsson, conosciuta anche come Lena Ph; Vetlanda, 19 gennaio 1966) è una cantante pop svedese.

## Biografia
Ha partecipato per ben 6 volte al Melodifestivalen: nel 1986, 1987, 1988, 1991, 1998 e nel 2004 vincendo questa ultima edizione. Nello stesso anno rappresenta la Svezia all'Eurovision con la canzone It Hurts.

## Discografia
- Kärleken är evig (1986)
- Dansa i neon (1987)
- Boy (1987)
- Talking in Your Sleep (1988)
- Hitlåtar med Lena Philipsson 1985 - 1987 (1988)
- My Name (1989)
- A Woman's Gotta Do What a Woman's Gotta Do (1991)
- Fantasy (1993)
- Lena Philipsson (1995)
- Bästa vänner (1997)
- Hennes bästa (1998)
- Lena Philipsson Collection 1984, 2001 (2001)
- 100% Lena (2002)
- Det gör ont en stund på natten men inget på dan (2004)
- Jag ångrar ingenting (2005)
- Lena 20 år (2007)
- Världen snurrar (2012)